# Estación de Niel
La estación de Niel es una estación de tren belga situada en Niel, en la provincia de Amberes, región Flamenca.
Pertenece a la línea  de S-Trein Antwerpen.

## Situación ferroviaria
La estación se encuentra en la línea línea 52 (Amberes-Dendermonde).

## Intermodalidad
| Niel Station |                  |
| Autobuses de Amberes                                                                                               |                  |
| --- | ---------------- |
| \| Línea \| Recorrido \| \| ----- \| ---------------- \| \| 295 \| Antwerpen ↔ Boom \| \| 298 \| Berchem ↔ Boom \| |                  |
| Línea | Recorrido        |
| 295 | Antwerpen ↔ Boom |
| 298 | Berchem ↔ Boom   |